# Langue des signes taïwanaise
La langue des signes taïwanaise  (en chinois : 台灣手語 ; pinyin : Táiwān shǒuyǔ) est la langue des signes utilisée par les personnes sourdes de Taïwan et leurs proches.

## Histoire
La langue des signes taïwanaise s'est développée à partir des signes indigènes d'avant 1895, de la langue des signes japonaise enseignée sous l'occupation japonaise entre 1895 et 1946 et de l'influence de la langue des signes chinoise importée par les réfugiés en 1949 et par certains immigrés de Hong Kong depuis,.

## Caractéristiques
Environ 60 % des signes sont communs avec la langue des signes japonaise, mais la langue des signes taïwanaise est très différente de la langue des signes chinoise continentale, seuls quelques signes étant identiques ou similaires.
La langue des signes taïwanaise comporte deux dialectes, un au Nord de l'île et l'autre au Sud, correspondant au dialectes de la langue des signes japonaise de Tokyo et d'Osaka utilisés par les fondateurs des écoles respectives,.

## Utilisation
L'utilisation de la langue des signes taïwanaise est en légère baisse en raison de l'utilisation d'implants cochléaires et de prothèses auditives, mais ne risque pas de disparaître, comme beaucoup sourds ne sont pas des candidats pour les implants ou les prothèses.
Les écoles pour sourds font partie des 1 540 écoles d'éducation spéciale de Taiwan (chiffres de 2002).

### Sources bibliographiques
- (en) Diane Brentari, Sign Languages, Cambridge University Press, 2010, 691 p. (ISBN 1139487396 et 9781139487399, présentation en ligne, lire en ligne).